# Delco
Delco ist ein Census-designated place (CDP) in Columbus County im US-Bundesstaat North Carolina. Die Volkszählung von 2020 erfasste 287 Einwohner. Der CDP wurde im Jahr 2010 erstmals vom United States Census Bureau definiert.

## Lage
Der Ort liegt bei den Koordinaten 34° 19' 7.74" Nord und 78° 13' 35.98" West auf einer Höhe von 11 Metern über dem Meeresspiegel etwa 30 km westlich von Wilmington und dem Cape Fear River. Die 3,9 km² große Fläche des Gebietes hat laut Census keinen Anteil an Wasserfläche. Durch Delco führen die US-74 und US-76, die hier zusammen verlaufen. Die von diesen abzweigende North Carolina Route NC-87 bildet die östliche Begrenzung des Gebietes.